# Гвоздярня
Гвоздярня (укр. Гвіздярня) — село на Украине, основано в 1850 году, находится в Романовском районе Житомирской области.
Население по переписи 2001 года составляет 208 человек. Почтовый индекс — 13020. Телефонный код — 4146. Занимает площадь 80,5 км².

## Адрес местного совета
13025, Житомирская область, Романовский р-н, с. Садки